# Gubernatorzy Irlandii Północnej
Gubernator Irlandii Północnej (ang. Governor of Northern Ireland), reprezentant Korony Brytyjskiej w Irlandii Północnej, urząd powstał w 1922 r. i zastąpił Lorda Namiestnika Irlandii. Zniesiony został w 1973 r., a jego kompetencje przejął utworzony rok wcześniej minister ds. Irlandii Północnej.

## Lista gubernatorów
- 1922 – 1945 : James Hamilton, 3. książę Abercorn
- 1945 – 1952 : William Leveson-Gower, 4. hrabia Granville
- 1952 – 1964 : John Loder, 2. baron Wakehurst
- 1964 – 1968 : John Erskine, 1. baron Erskine of Rerrick
- 1968 – 1973 : Ralph Grey, baron Grey of Naunton